# 本妙寺 (長岡市)
本妙寺（ほんみょうじ）は、新潟県長岡市日赤町3丁目（江戸時代の大工町南にあたる。長岡市史刊行当時の表記は大工町）にある法華宗陣門流（長岡市史では法華宗本成寺派）寺院。山号は長秋山。東に法蔵寺 、西に信濃川がある。
「長岡市史」では住職の姓は梅田姓とあり、境内に三十番神堂がある。

## 歴史
慶長12年（1607年）に法華宗陣門流の本山で三条藩領内にあった本成寺の僧である日楽が椿沢村（現在の見附市）に草庵を開基したのが始まりである。2代目の日勝の時に長岡城下の上寺町に移転。さらに万治3年（1660年）に信濃川土堤に近い現在地に600坪拝領されて移転する。
越後長岡藩主家牧野氏の尊崇を受け、栄涼寺や長興寺同様に家老格を与えられる。初代藩校都講の一人である秋山朋信（景山）が埋葬された。
北越戦争で焼失するが、明治35年（1902年）に再建。